# James Coonan
James Coonan (Hell's Kitchen, 1 december 1946) is een Iers-Amerikaans gangster die de Westiesbende leidde in de late jaren 1970 en de vroege jaren 80.

## Biografie
Hoewel hij van goeden huize was, zijn beide ouders waren accountants, kwam Coonan reeds op jonge leeftijd in de georganiseerde misdaad terecht, rondhangend met zijn medecriminelen in zijn buurt, de beruchte sectie Hell's Kitchen van Manhattan (New York). Op negentienjarige leeftijd poogde hij de gevestigde leider van de zwendelaars van Hell's Kitchen, Mickey Spillane, te vermoorden. Het liep echter fout en Coonan en zijn aanhangers eindigden vluchtend voor hun leven toen de lijfwachten van Spillane het vuur beantwoorden. Niet lang daarna werd Coonan veroordeeld wegens moord. 
Na zijn gevangenisstraf te hebben uitgezeten keerde Coonan terug naar Hell's Kitchen en kocht er een café de 596 Club en werd een woekeraar. Op 13 mei 1977 werd Mickey Spillane doodgeschoten voor zijn appartement in Woodside, Queens. Coonan werd daarop de nieuwe leider van de West Side Iers-Amerikaanse zwendelaars. Men gelooft dat de maffiahuurmoordenaar Roy DeMeo deze moord voltrok als een gunst die de Westies en de familie Gambino hielp om bondgenoten te worden. 
Coonan en zijn Westiesbende waren berucht gewelddadig en schietgraag. Ze waren betrokken bij meer dan vijftig moorden, en verdacht van veel meer, tijdens de heerschappij van Coonan. Onder hun slachtoffers treft men Ruby Stein, een vooraanstaande Joodse gangster en woekeraar voor de familie Genovese. Coonan en enkele van zijn partners waren geld schuldig aan Stein, schulden die vervielen toen Stein opdook drijvend in de East River, uitgeschakeld met een kogel in het hoofd. De moord op Stein zorgde voor een heleboel spanningen tussen de Westies en de Genoveses, die gevochten hadden voor controle over verschillende circuits in de West Site, vooral voor de controle over het Jacob K. Javits Convention Center, toen nog in aanbouw. In feite had Coonan verschillende pogingen ondernomen om Fat Tony Salerno te laten vermoorden. Er werd geen vergelding genomen omdat de Westies verbonden waren met de machtige misdaadfamilie Gambino, en wegens hun schrikbarende en gewelddadige reputatie als professionele moordenaars. 
Een van Coonans naaste medewerkers was Mickey Featherstone. Aanvankelijk werd hij samen met Coonan veroordeeld voor de moord op de barman Harold "Whitey" Whitehead in 1979. Maar na de zelfmoord van twee getuigen en de meineed van een andere werden beiden vrijgesproken. Het daaropvolgende jaar kreeg Coonan toch een vier jaar durende straf voor een vuurwapenovertreding. Na zijn vrijlating begon hij narcotica te verhandelen, maar hij hield zich uiteindelijk een tijdje gedeisd toen hij zich realiseerde dat de FBI hem wilde vastpinnen. 
James Coonan werd in 1986 gearresteerd en in 1988 tot 75 jaar gevangenisstraf veroordeeld voor zwendel en moord onder de RICO Act. Zijn vrouw, Edna Coonan, kreeg 15 jaar gevangenisstraf voor het helpen van haar man in diens criminele activiteiten door het witwassen van geld. Hun veroordeling werd vergemakkelijkt door Mickey Featherstone die een informant werd en getuigde voor de schuldeiser.